# رساکا (جورجیا)
رساکا، جورجیا (به انگلیسی: Resaca, Georgia) یک شهر در ایالات متحده آمریکا با جمعیت ۵۴۴ نفر است که در جورجیا واقع شده‌است.

## موقعیت جغرافیایی
موقعیت جغرافیایی شهرها و مناطق اطراف به شرح زیر است: